# Pamela Matson
Pamela Anne Matson (née en 1953) est une scientifique et professeure américaine. De 2002 à 2017, elle est doyenne de la Stanford University School of Earth, Energy and Environmental Sciences. Elle a également travaillé auparavant à la lNASA et à l'Université de Californie à Berkeley. Elle est titulaire de la chaire Richard et Rhoda Goldman en études environnementales et chercheuse principale au Woods Institute for the Environment. Elle est lauréate de la prestigieuse bourse MacArthur, également connue sous le nom de "subvention de génie", et est considérée comme une "pionnière dans le domaine des sciences de l'environnement". Elle est nommée à la « chaire Einstein » de l'Académie chinoise des sciences en 2011. Elle reçoit un doctorat honorifique de l'Université McGill en 2017. Elle est mariée à son collègue scientifique Peter Vitousek.

## Jeunesse et éducation
Pamela Matson grandit à Hudson, dans le Wisconsin. Elle étudie la biologie à l'Université du Wisconsin à Eau Claire. Après l'obtention de son diplôme, elle commence une carrière centrée sur les questions environnementales. Elle obtient sa maîtrise de l'École des affaires publiques et environnementales de l'Université de l'Indiana, son doctorat en écologie forestière de l'Université d'État de l'Oregon et effectue des recherches postdoctorales à l'Université de Caroline du Nord.

## Carrière
Le premier travail de Pamela Matson est au Ames Research Center de la NASA où elle étudie l'atmosphère au-dessus de la forêt amazonienne, en mettant l'accent sur la façon dont la déforestation et la pollution affectent l'environnement. Après son passage à la NASA, elle rejoint le programme de gestion des politiques scientifiques environnementales de l'Université de Californie à Berkeley, où elle essaye de promouvoir une communauté d'universitaires intéressés par les questions environnementales. Elle est finalement devenue la doyenne de l'École des sciences de la Terre à Stanford. L
Elle reçoit la Bourse MacArthur, et en 1997, est élue Membre de l'Association américaine pour l'avancement des sciences. En 2002, elle est nommée Burton and Deedee McMurtry University Fellow in Undergraduate Education à Stanford. Le "Matson Sustainability Science Research Laboratory" de Stanford porte son nom. Elle est rédactrice en chef de la revue Annual Review of Environment and Resources (en)  de 2003 à 2008,.

## Distinctions
- Membre de l'Académie américaine des arts et des sciences (1992)[1]
- Médaille du service exceptionnel de la NASA (1993)
- Académie nationale des sciences des États-Unis (1994)[9]
- Bourse MacArthur (1995-2000)
- Membre de l'Association américaine pour l'avancement des sciences (1997)